# Toftaåns dämningsområde (Sävsjö socken, Småland)
Toftaåns dämningsområde är en sjö i Sävsjö kommun i Småland och ingår i Lagans huvudavrinningsområde. Sjön har en area på 0,0505 kvadratkilometer och ligger 228,3 meter över havet. Sjön avvattnas av vattendraget Skålån (Storån).

## Delavrinningsområde
Toftaåns dämningsområde ingår i det delavrinningsområde (636748-142910) som SMHI kallar för Ovan Sävsjöån. Medelhöjden är 243 meter över havet och ytan är 10,71 kvadratkilometer. Räknas de 9 delavrinningsområdena uppströms in blir den ackumulerade arean 116,85 kvadratkilometer. Skålån (Storån) som avvattnar avrinningsområdet har biflödesordning 2, vilket innebär att vattnet flödar genom totalt 2 vattendrag innan det når havet efter 228 kilometer. Delavrinningsområdet består mestadels av skog (41 %), öppen mark (21 %) och jordbruk (35 %). Avrinningsområdet har 0,05 kvadratkilometer vattenytor vilket ger det en sjöprocent på 0,4 %.